# Verhnoșevîrivka, Krasnodon
Verhnoșevîrivka (în ucraineană Верхньошевирівка) este localitatea de reședință a comunei Verhnoșevîrivka din raionul Krasnodon, regiunea Luhansk, Ucraina.

## Demografie
Componența lingvistică a localității Verhnoșevîrivka
     Rusă (94,41%)
     Ucraineană (4,84%)
     Alte limbi (0,12%)
Conform recensământului din 2001, majoritatea populației localității Verhnoșevîrivka era vorbitoare de rusă (94,41%), existând în minoritate și vorbitori de ucraineană (4,84%).